# FA Red Boys Differdange
Football Association Red Boys Differdange byl fotbalový klub se sídlem v Differdange v jihozápadním Lucembursku. Založen byl v roce 1907, zanikl roku 2003 sloučením s městským rivalem AS Differdange, čímž vznikl nový klub FC Differdange 03. Red Boys 6× vyhráli Nationaldivisioun a 15× lucemburský pohár. V roce 1972 si prvně zahráli evropské poháry, celkem se jich zúčastnili desetkrát, vyhráli jediné utkání z dvaceti (nad Omonií Nikósia v roce 1979).
Klub byl jedním z nejúspěšnějších v celém Lucembursku. Šestkrát vyhrál nejvyšší lucemburskou fotbalovou soutěž Nationaldivisioun (v sezónách 1922/23, 1925/26, 1930/31, 1931/32, 1932/33, 1978/79) a patnáctkrát Lucemburský pohár (1924/25, 1925/26, 1926/27, 1928/29, 1929/30, 1930/31, 1933/34, 1935/36, 1951/52, 1952/53, 1957/58, 1971/72, 1978/79, 1981/82, 1984/85).

## Účast v evropských soutěžích
Klub hrál Pohár mistrů evropských zemí (dnes Liga mistrů UEFA) v sezóně 1979/80, kdy vypadl v prvním kole s kyperskou Omonií.
Třikrát se klub také zúčastni Poháru vítězů pohárů. V sezóně 1972/73 vypadl s AC Milán, v sezóně 1982/83 s K. Waterschei SV Thor Genk a v sezóně 1985/86 s AIK Stockholm, vždy v prvním kole.
Šestkrát se klub zúčastnil Evropské ligy (tehdy Pohár UEFA). Vždy vypadl v prvním kole: v sezóně 1974/75 s Lyonem, v sezóně 1976/77 s Lokerenem; v sezóně 1977/78 s AZ Alkmaar a s ním také v sezóně 1980/81. V sezóně 1981/82 vypadl se Sportingem CP a v sezóně 1984/85 s Ajaxem Amsterodam.